# Stereocyclops palmipes
Stereocyclops palmipes é uma espécie de anfíbio da família Microhylidae. Endêmica do Brasil, pode ser encontrada nos municípios de Tombos e Goianá, no estado de Minas Gerais.